# Listă de conducători de stat din 1938
1934 - 1935 - 1936 - 1937 - 1938 - 1939 - 1940 - 1941 - 1942
Aceasta este o listă a conducătorilor de stat din anul 1938:

## Europa
- Albania: Ahmed Zogu (Zogu I) (președinte, 1925-1939; rege, din 1928)
- Anglia: George al VI-lea (rege din dinastia Windsor, 1936-1952)
- Austria: Wilhelm Miklas (președinte, 1928-1938)
- Belgia: Leopold al III-lea (rege din dinastia de Saxa-Coburg, 1934-1944, 1950-1951)
- Bulgaria: Boris al III-lea (țar din dinastia de Saxa-Coburg-Gotha, 1918-1943)
- Cehoslovacia: Edvard Benes (președinte, 1935-1938, 1940-1948), Jan Syrovy (președinte, 1938) și Emil Hacha (președinte, 1938-1939)
- Danemarca: Christian al X-lea (rege din dinastia de Glucksburg, 1912-1947)
- Elveția: Johannes Baumann (președinte, 1938)
- Finlanda: Kyosti Kallio (președinte, 1937-1940)
- Franța: Albert Lebrun (președinte, 1932-1940)
- Germania: Adolf Hitler (führer, 1934-1945)
- Grecia: George al II-lea (rege din dinastia Glucksburg, 1922-1923, 1935-1947)
- Irlanda: Douglas Hyde (președinte, 1938-1945)
- Italia: Victor Emmanuel al III-lea (rege din dinastia de Savoia, 1900-1946)
- Iugoslavia: Petru al II-lea (rege din dinastia Karagheorghevic, 1934-1945)
- Liechtenstein: Franz (principe, 1929-1938) și Franz Josef al II-lea (principe, 1938-1989)
- Luxemburg: Charlotte (mare ducesă din dinastia de Nassau, 1919-1964)
- Monaco: Louis al II-lea (principe, 1922-1949)
- Norvegia: Haakon al VII-lea (rege din dinastia de Glucksburg, 1905-1957)
- Olanda: Wilhelmina (regină din dinastia de Orania-Nassau, 1890-1948)
- Polonia: Ignacy Moscicki (președinte, 1926-1939)
- Portugalia: Antonio Oscar de Fragoso Carmona (președinte, 1928-1951)
- România: Carol al II-lea (rege din dinastia Hohenzollern-Sigmaringen, 1930-1940)
- Spania: Manuel Azana y Diaz (președinte, 1936-1939) și Francisco Franco Bahamonde (președinte, 1936-1975)
- Statul papal: Pius al XI-lea (papă, 1922-1939)
- Suedia: Gustav al V-lea (rege din dinastia Bernadotte, 1907-1950)
- Turcia: Mustafa Kemal Ataturk (președinte, 1923-1938) și Ismet Inonu (președinte, 1938-1950)
- Ungaria: Miklos Horthy (regent, 1920-1944)
- Uniunea Sovietică: Mihail Ivanovici Kalinin (președinte, 1922-1946; anterior, președinte al Rusiei, 1919-1922)

## Africa
- Africa de sud: Patrick Duncan (guvernator general, 1937-1943)
- Așanti: Prempeh al II-lea (așanteșene, 1931-1970)
- Barotse: Yeta al III-lea (sau Litia) (litunga, 1916-1945)
- Benin: Akenzua al II-lea (obba, 1933-1978)
- Buganda: Daudi Chwa al II-lea (kabaka, 1897-1939)
- Bunyoro: Winyi al IV-lea (Tito Gafabusa) (mukama din dinastia Bito, 1924-1967)
- Burundi: Mwambutsa al IV-lea Baciricenge (mwami din a patra dinastie, 1915-1966)
- Egipt: Faruk (rege, 1936-1952)
- Ethiopia: Ras Tafari Kadamawi (Haile Selassie I) (împărat, 1930-1974)
- Kanem-Bornu: Umar Sanda Kiyarimi (șeic din dinastia Kanembu, 1937-1969)
- Lesotho: Griffith (rege, 1913-1939)
- Liberia: Edwin J. Barclay (președinte, 1930-1943)
- Maroc: Sidi Mohammed ibn Youssef (Mohammed al V-lea) (sultan din dinastia Alaouită, 1927-1961)
- Oyo: Laeigbolu I (rege, 1911-1944)
- Rwanda: Mutara al III-lea Rudahigwa (Charles) (rege, 1931-1959)
- Swaziland: Sobhuza al II-lea (Mona) (rege din clanul Ngwane, 1899-1982)
- Tunisia: Ahmad al II-lea ibn Ali (bey din dinastia Husseinizilor, 1929-1942)
- Zanzibar: Halifa ibn Harrub (sultan din dinastia Bu Said, 1911-1960)

## Asia

### Orientul Apropiat
- Afghanistan: Muhammad Zahir Șah (rege din dinastia Barakzay, 1933-1973)
- Arabia Saudită: Abd al-Aziz al II-lea ibn Abd ar-Rahman ibn Saud (emir, 1902-1953; sultan, din 1917; rege, din 1932)
- Bahrain: Hamad ibn Isa (I) (emir din dinastia al-Khalifah, 1923-1942)
- Iordania: Abd Allah (emir, 1921-1951; rege, din 1946)
- Irak: Ghazi I (rege din dinastia Hașemită, 1933-1939)
- Iran: Mohammad Reza Khan (șah din dinastia Pahlavi, 1925-1941)
- Kuwait: Ahmad ibn Jabir (II) (emir din dinastia as-Sabbah, 1921-1950)
- Liban: Emile Edde (președinte, 1936-1941)
- Oman: Said ibn Taimur (emir din dinastia Bu Said, 1932-1970)
- Qatar: Abdullah ibn Kasim (emir din dinastia at-Thani, 1913-1949)
- Turcia: Mustafa Kemal Ataturk (președinte, 1923-1938) și Ismet Inonu (președinte, 1938-1950)
- Yemen, statul Sanaa: al-Mutauakkil ala-l-lah Yahya ibn Muhammad (imam, 1904-1948; rege, din 1918)

### Orientul Îndepărtat
- Bhutan: Jigme Wang-chuk (rege din dinastia Wang-Chuk, 1926-1952)
- Brunei: Ahmad Taj ad-Din (sultan, 1924-1950)
- Cambodgea: Preah Bat Samdech Preah Sisovath Monivong Krom Zuong (rege, 1927-1941)
- China: Liu Sen (președinte, 1932-1943)
- Filipine: Manuel Luis Quezon (președinte, 1935-1944)
- India: Victor Alexander John Hope (vicerege, 1936-1938, 1938-1943) și baron Brabourne (vicerege, 1938)
- Japonia: Hirohito (împărat, 1926-1989)
- Laos, statul Champassak: Chao Nguy (Tiao Ratsadanay) (rege, 1900-1946; guvernator, din 1907)
- Laosul superior: Som Dak Phra Chao Sisavang Vong (rege, 1904-1945; ulterior, rege în Laos, 1945-1959)
- Maldive: Nur ad-Din Hassan Iskandar (sultan, 1935-1945)
- Mataram (Jogjakarta): Abd ar-Rahman Amangkubowono al VIII-lea (sultan, 1921-1939)
- Mataram (Surakarta): Pakubowono al X-lea (Witjaksana) (sultan, 1893-1939)
- Mongolia: Dansranbelghiin Dogsom (președinte, 1936-1939)
- Nepal, statul Gurkha: Tribhuvana Bir Bikram Jang Bahadur Șah Bahadur Șamșir Jang Deva (rege, 1911-1950, 1951-1955)
- Thailanda, statul Ayutthaya: Pra Paramindra Maha Ananda Mahidol (Rama al VIII-lea) (rege din dinastia Chakri, 1935-1946)
- Uniunea Sovietică: Mihail Ivanovici Kalinin (președinte, 1922-1946; anterior, președinte al Rusiei, 1919-1922)
- Vietnam, statul Annam: Bao Dai (Nguyen Vinh-Thuy) (împărat din dinastia Nguyen, 1926-1945; ulterior, șef al statului în Vietnamul de sud, 1949-1955)

## America
- Argentina: Agustin Pedro Justo (președinte, 1932-1938) și Roberto Maria Ortiz (președinte, 1938-1940)
- Bolivia:  German Busch Becerra (președinte, 1937-1939)
- Brazilia: Getulio Dornelles Vargas (președinte, 1930-1945; dictator, din 1937)
- Canada: John Buchan (guvernator general, 1935-1940)
- Chile: Arturo Alessandri y Palma (președinte, 1920-1924, 1925, 1932-1938) și Pedro Aguirre Cerda (președinte, 1938-1941)
- Columbia: Alfonso Lopez Pumarejo (președinte, 1934-1938, 1942-1945) și Eduard Santos Montejo (președinte, 1938-1942)
- Costa Rica: Leon Cortes Castro (președinte, 1936-1940)
- Cuba: Federico Laredo Bru (președinte, 1936-1940)
- Republica Dominicană: Rafael Leonidas Trujillo y Molina (președinte, 1930-1938, 1942-1952) și Jacinto Bienvenudo Peynado (președinte, 1938-1940)
- Ecuador: Alberto Enriques Gallo (conducător suprem, 1937-1938), Manuel Maria Borrero (președinte, 1938) și Aurelio Mosquera Narvaez (președinte, 1938-1939)
- El Salvador: Maximiliano Hernandez Martinez (președinte, 1931-1934, 1935-1944)
- Guatemala: Jorge Ubico Castaneda (președinte, 1931-1944)
- Haiti: Stenio Joseph Vincent (președinte, 1930-1941)
- Honduras: Tiburcio Carias Andino (președinte, 1933-1948)
- Mexic: Lazaro Cardenas (președinte, 1934-1940)
- Nicaragua: Anastasio Somoza Garcia (președinte, 1937-1946, 1950-1956)
- Panama: Juan Demostenes Arosemena (președinte, 1936-1939)
- Paraguay: Felix Paiva (președinte, 1937-1939)
- Peru: Oscar Reimundo Benavides (președinte, 1914-1915, 1933-1939)
- Statele Unite ale Americii: Franklin Delano Roosevelt (președinte, 1933-1945)
- Uruguay: Gabriel Terra (președinte, 1931-1938) și Alfredo Baldomir (președinte, 1938-1943; dictator, din 1942)
- Venezuela: Eleazar Lopez Contreras (președinte, 1935-1941)

## Oceania
- Australia: Alexander Gore Arkwright Hore-Ruthven (guvernator general, 1936-1945)
- Noua Zeelandă: George Vere Arundell Monckton-Arundell (guvernator general, 1935-1941)
- Tonga: Salote Tupou a III-a (regină, 1918-1965)